# Điệp mắt mèo
Điệp mắt mèo hay móc mèo, vuốt hùm, chiên chiến (danh pháp hai phần: Caesalpinia bonduc) là một loài thực vật có hoa thuộc chi Vang trong họ Đậu.

## Hình ảnh

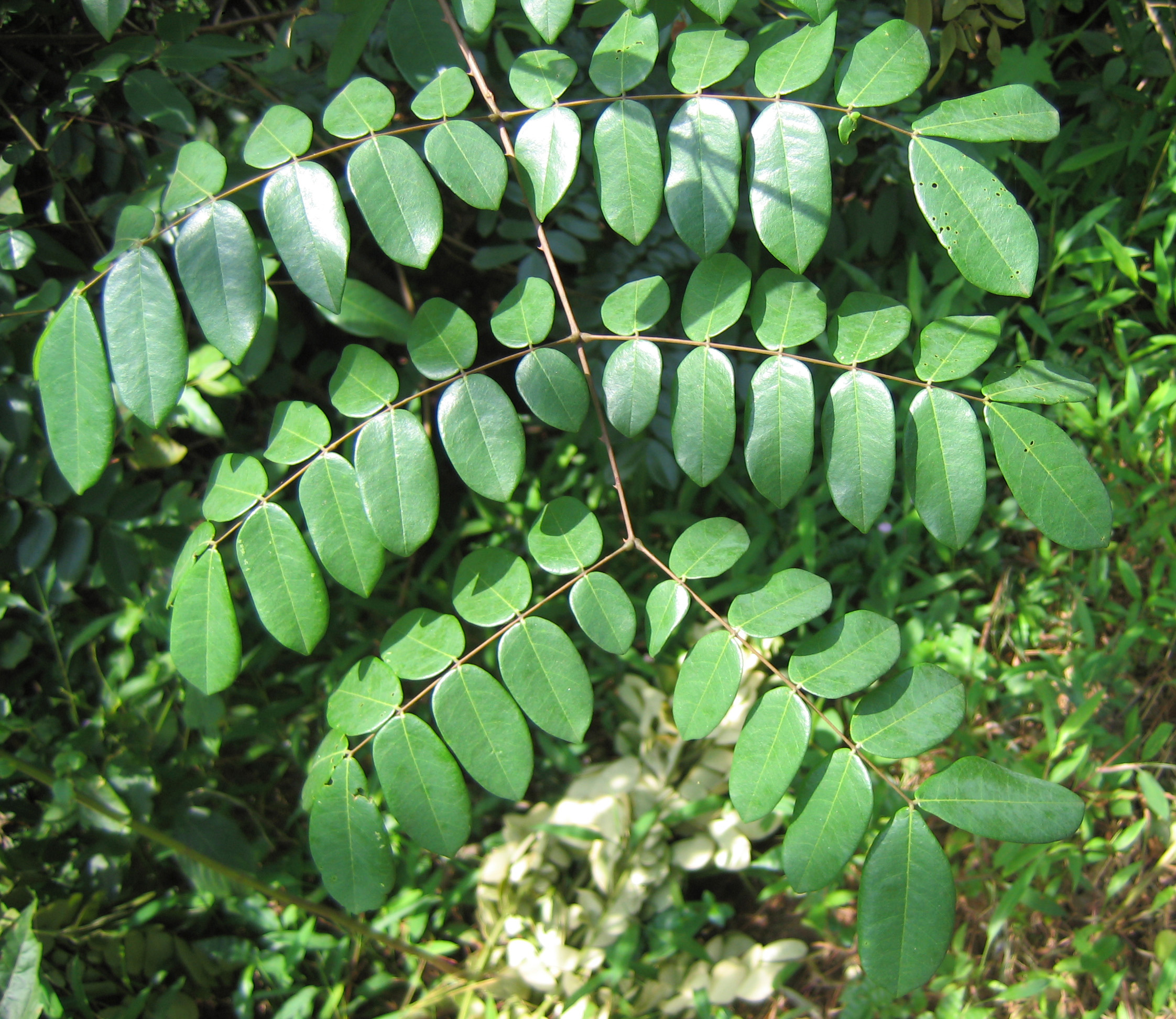
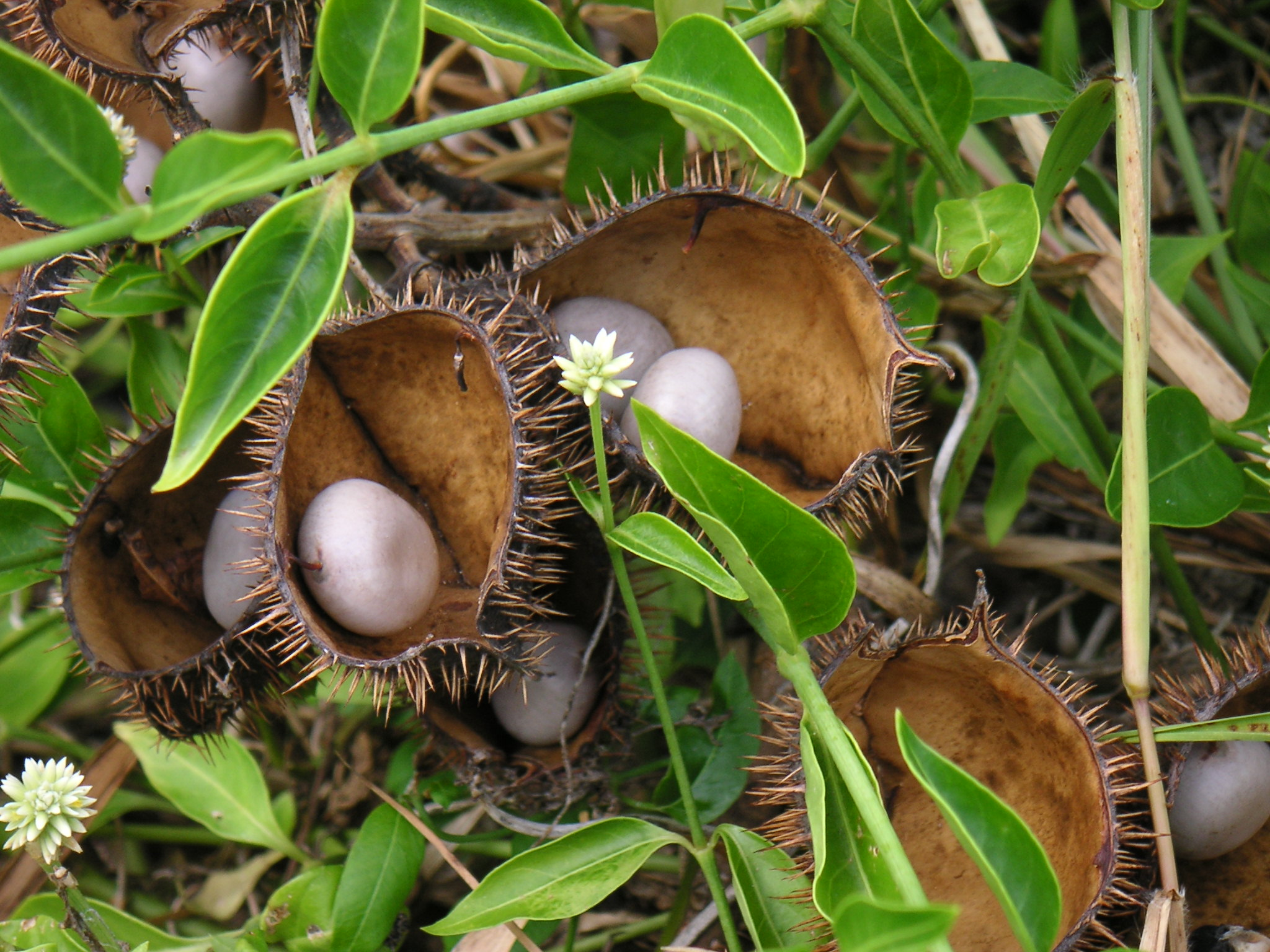
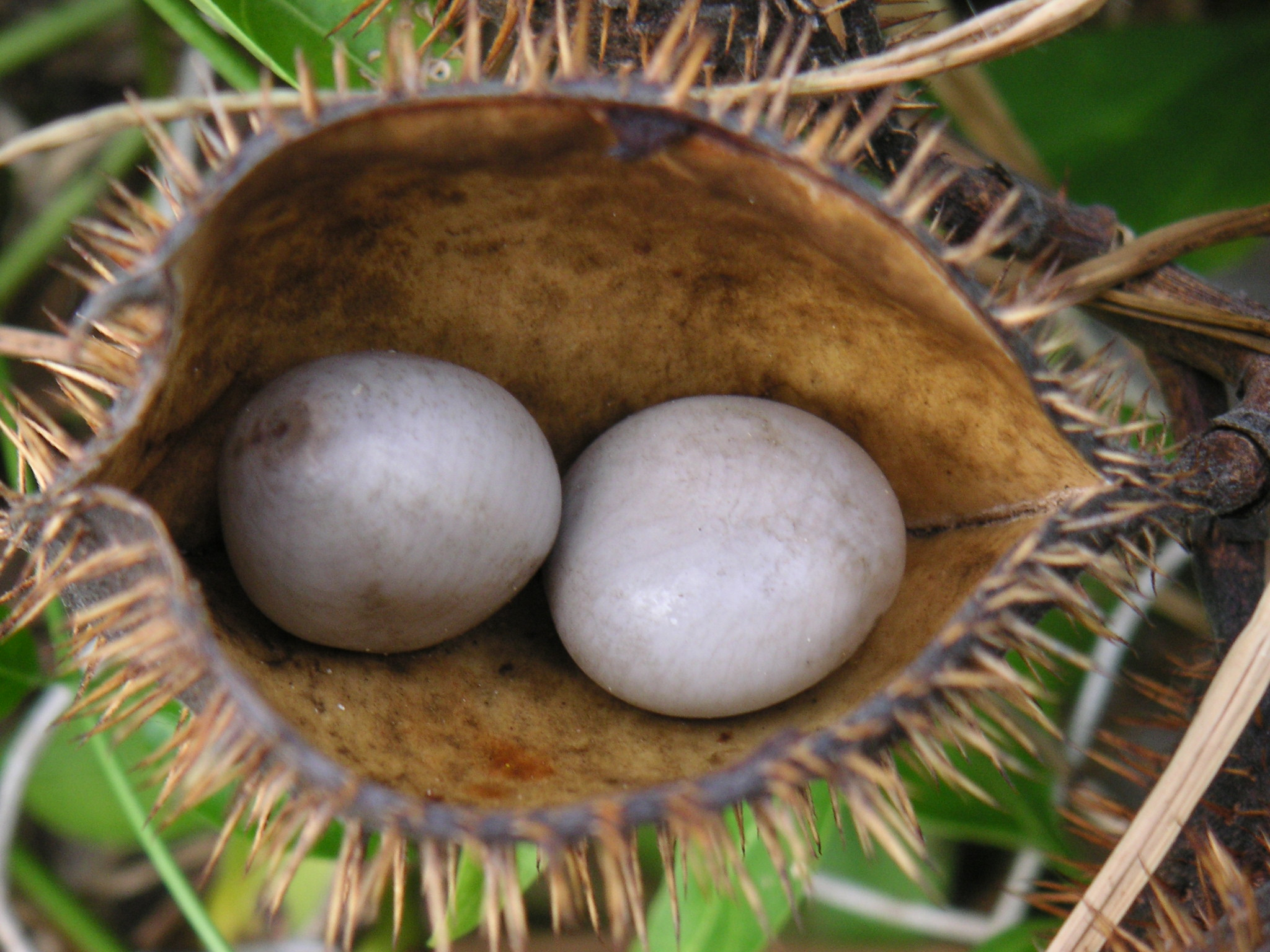
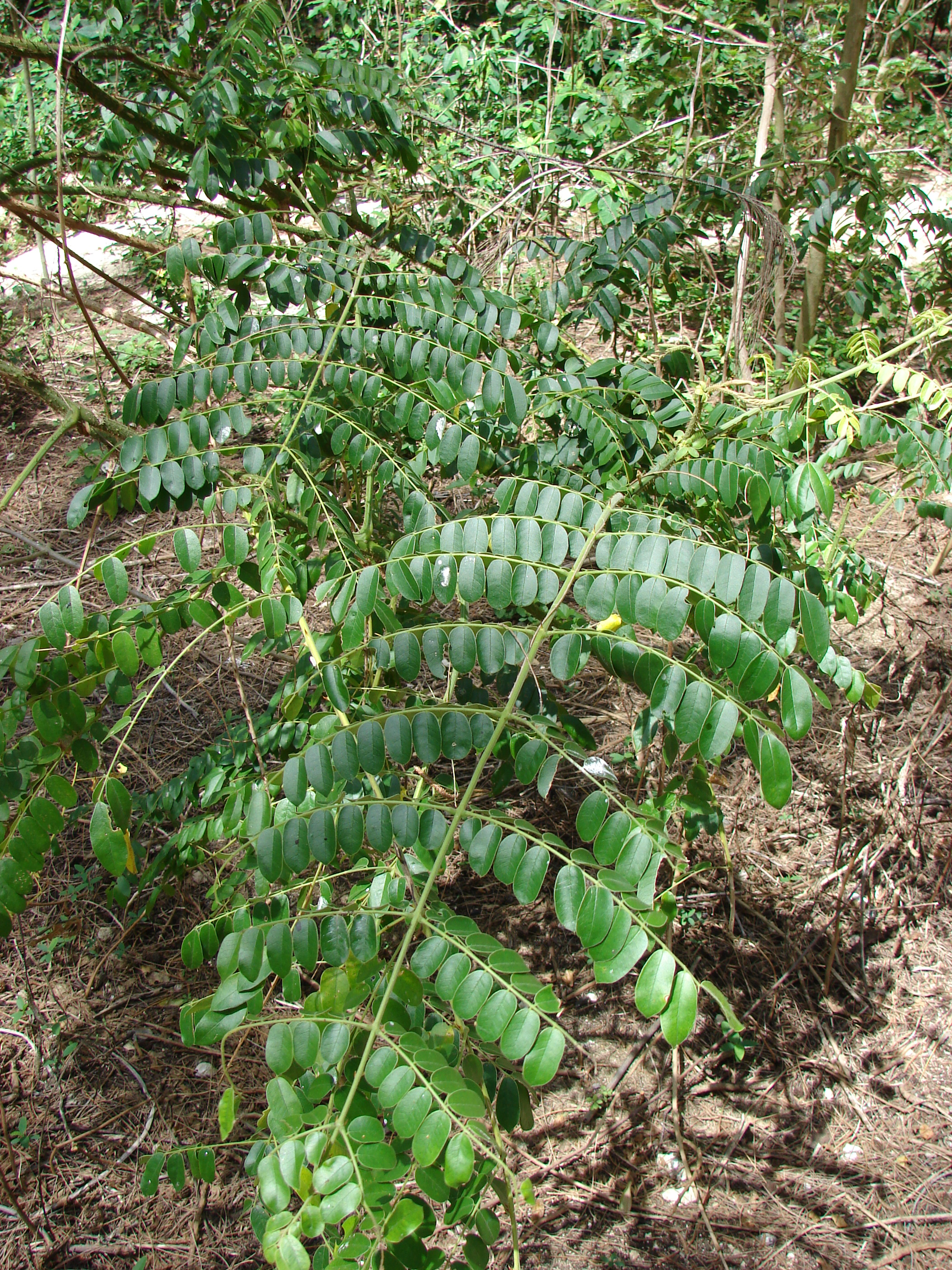